# Слоан Пріва
Слоан Пріва (фр. Sloan Privat, нар. 24 липня 1989, Каєнна, Французька Гвіана) — гвіанський французький футболіст, нападник клубу «Сошо» та національної збірної Французької Гвіани.

## Клубна кар'єра
Розпочав грати у футбол у Гвіані в клубі «Сіннамарі», поки у віці 11 років не відправився до материкової Франції у клуб «Марманд 47», а в 2003 році потрапив у навчальний центр клубу «Сошо». 2007 року з молодіжною командою «Сошо» він виграв Кубок Гамбарделла, забивши другий гол «Сошо» (2:2, і 5:4 по пен.).
Того ж року Слоан був переведений до дорослої команди, хоча виступав здебільшого у дублі «Сошо». За першу команду дебютував у Лізі 1 22 грудня 2007 року, вийшовши в компенсований час матчу з «Бордо». 9 грудня 2008 року він підписав свій перший професійний контракт, проте основним гравцем першої команди так і не був, здебільшого граючи за дубль.

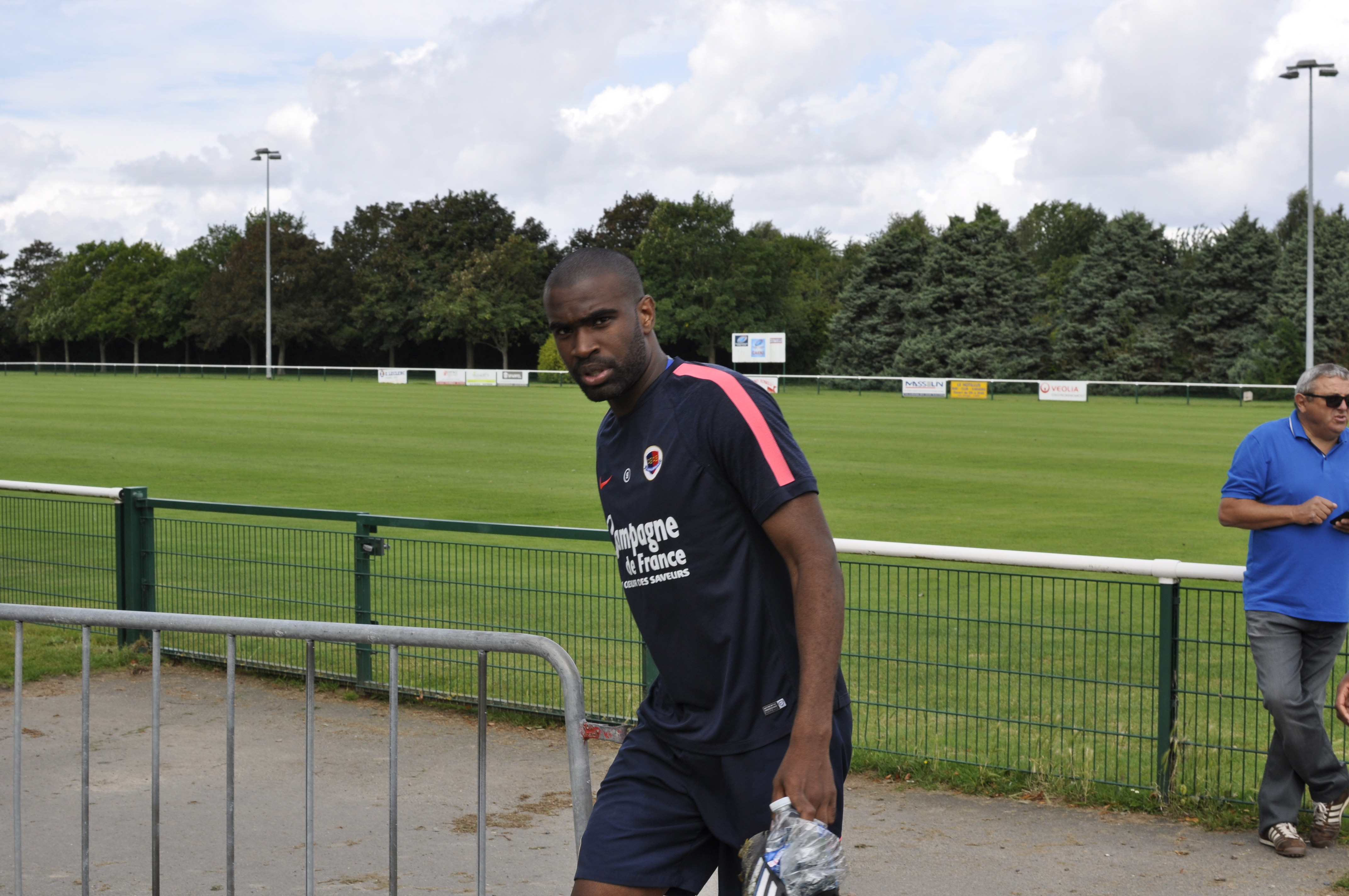
Слоан Пріва під час виступів за «Кан». 12 серпня 2014 року.

5 липня 2010 року Слоан був відданий в оренду в «Клермон» з Ліги 2. Цей перехід вдало сказався на Пріва, який закінчив сезон на третьому місці у списку бомбардирів в Лізі 2 з двадцятьма голами в 36 матчах.
По завершенні сезону 2010/11 Пріва повернувся до «Сошо». Заради ігрового часу, він попросив спочатку покинути клуб, але після відходу тренера Франсіса Жийо до «Бордо» і головного форварда команди Брауна Ідеє до київського «Динамо» ситуація змінилась і новий тренер Мехмед Баждаревич заявив, що розраховує на гравця у наступному сезоні. Після цього у серпні 2011 року він продовжив свій контракт з клубом до 30 червня 2014 року.
У сезоні 2012/13 Пріва забив два голи у матчі з «Брестом» (2:0), завдяки чому його команда врятувалась від вильоту з Ліги 1. Загалом же форвард закінчив сезон з дев'ятьма голами у чемпіонаті, провівши результативний сезон.
26 серпня 2013 року Пріва підписав контракт з бельгійським «Гентом» на 4 роки. 6 жовтня 2013 року він забив свій перший гол в Бельгії у матчі проти «Генка». Всього за сезон він зіграв 20 матчів у чемпіонаті і забив 20 голів, після чого повернувся до Франції і по сезону виступав на правах оренди у Лізі 1 за «Кан» та «Генгам». Влітку 2016 року, після завершення оренди, «Генгам» вирішив використати опцію викупу гравця, підписавши з ним дворічний контракт.
У сезоні 2017/18 Пріва втратив місце в основному складі «Генгама», зігравши за півроку лише одну хвилину в чемпіонаті. У січні 2018 він змінив клуб, перейшовши до «Валансьєна» з Ліги 2. Після успішного завершення сезону 2017/18 Пріва знову втратив місце в основі та знову змінив клуб у січні, перейшовши як вільний агент до турецького «Османлиспора».
У липні 2019 Пріва повернувся до Франції, підписавши контракт з «Сошо» з Ліги 2.

## Виступи за збірну
2011 року провів один матч у складі молодіжної збірної Франції.
25 березня 2015 року дебютував в офіційних іграх у складі національної збірної Французької Гвіани в домашньому матчі плей-оф відбору на Золотий кубок КОНКАКАФ 2005 року проти збірної Гондурасу. Пріва зробив дубль і допоміг команді перемогти 3:1, проте у матчі-відповіді, в якому Пріва участі не брав, гондурасці перемогли 3:0 і не пустили команду Слоана на турнір. 
2017 року збірна стала бронзовим призером Карибського кубка завдяки єдиному голу Пріва у матчі за 3-тє місце проти Мартиніки і вперше в своїй історії вийшла на Золотий кубок КОНКАКАФ 2017 у США. Там Слоан зіграв у матчах проти Канади (2:4) і Гондурасу (0:0), забивши гол у першому з матчів, але його команда посіла останнє місце у групі і не вийшла до плей-оф.
Станом на 17 жовтня 2019 року провів у формі команди Гвіани 6 матчів, забивши 7 голів.